# Thabet Habib Yousif Al Mekko
Mons. Thabet Habib Yousif Al Mekko (* 14. února 1976, Karamleš) je irácký chaldejský katolický duchovní a biskup Alqoše.

## Život
Narodil se 14. února 1976 v Karamleši.
Po základním a středním vzdělání začal studovat geologii na Mosulské univerzitě. Po studiu se rozhodl odejít do kněžského semináře a proto byl poslán do Říma, kde studoval na Papežské univerzitě Urbaniana, zde získal titul bakaláře teologie. Na Institutu patristiky Augustinianum získal licenciát z patristiky.
Po studiích se vrátil do Iráku, kde byl 25. července 2008 vysvěcen na kněze. Po vysvěcení působil v Karamleši, a to až do invaze Islámského státu do Ninivské pláně v srpnu 2014. Poté doprovázel uprchlíky do Írbilu. V září 2017 se vrátil do Karamleše. Sloužil jako farní kněz a profesor teologie a patristiky na Babel College.
Byl jmenován protosynkelem archieparchie Mosul.
Dne 14. srpna 2021 schválil papež František jeho volbu Synodem biskupů Chaldejské katolické církve za biskupa koadjutora eparchie Alqoš. Biskupské svěcení přijal 22. října 2021 z rukou patriarchy Louise Raphaëla I. Sako a spolusvětiteli byli arcibiskup Najib Mikhael Moussa a biskup Mikha Pola Maqdassi.
Dne 8. října 2022 byl eparchiální biskup Mikha Pola Maqdassi zvolen pomocným biskupem patriarchátu Bagdád a biskup Al Mekko převzal stejného dne funkci eparchiálního biskupa.